# Пасьма (посёлок)
Пасьма — упразднённый посёлок в Антроповском муниципальном районе Костромской области. Входил в состав Палкинского сельского поселения. Исключен из учётных данных в 2024 году.

## География
Находится в центральной части Костромской области на расстоянии приблизительно 48 км на юго-восток по прямой от поселка Антропово, административного центра района на левом берегу реки Шуя при впадении в неё речки Пасьма.

## История
Основан в годы советской власти. В 2002 году числился ещё в Кадыйском районе.

## Население
Постоянное население составляло 5 человек в 2002 году (русские 100 %), 0 в 2022.